# 13714 Stainbrook
13714 Stainbrook eller 1998 QV38 är en asteroid i huvudbältet som upptäcktes den 17 augusti 1998 av LINEAR i Socorro County, New Mexico.  Den är uppkallad efter Haileigh Kate Stainbrook.
Asteroiden har en diameter på ungefär 3 kilometer.